# Međunarodni identifikator autoriziranih podataka
Međunarodni identifikator autoriziranih podataka (ISADN - International Standard Authority Data Number) je međunarodni identifikator autoriziranih podataka.
Otkad postoje knjižnice, za učinkovit rad presudna je bila identifikacija autora. Radi usklađenja toga na međunarodnoj razini, došlo se još od 1970-ih na zamisao o međunarodnom identifikatoru autoriziranih podataka i međunarodnoj virtualnoj normativnoj bazi koja bi bila unutar IFLA-e. Potreba za međunarodnom virtualnom normativnom bazom iskazala se prvo kao zamisao o jedinstvenoj međunarodnoj normativnoj bazi. Zamisao je prerasla u zamisao o povezanim nacionalnim ili regionalnim normativnim podatcima. Inicijativa za pokretanje razvoja međunarodnog identifikatora autoriziranih podataka ISADN rodila se 1979. godine. Radna skupina za Uvjete za funkcionalnost i obrojčivanje zapisa autoriziranih podataka FRANAR suočila se s nerješivim problemima s uvišestručivanjem dodjela te mnogih administrativnih i inih problema centraliziranog sustava. Zbog toga je donijela 2008. godine studija o izvodljivosti "ISADN-a s preporukama da IFLA napusti zadatak definiranja tog identifikatora kako je bio izvorno zamišljen te da nastavi pratiti slična nastojanja u knjižničnom i drugim sektorima".
Od polovice 2000-ih pa narednih desetak godina uz ovaj su se pojavili su se i brojni drugi pokušaji identificiranja autora: Elsevierov Researcher ID, Scopusov Author ID, ORCID, ArXiv Author ID i tako dalje. Nisu se proširili na globalno identificiranje autora zbog vlastitih ograničenja: uska područje pokrivanja, nedostatnost dobro razvijene infrastrukture koja bi ih podupirala, mogućnost višestrukog (obično dvostrukog) zapisa za istog autora, smanjen opseg podataka koji pružaju i zahtjevniji postupci pretraživanja. Identifikator za autore imao je više preduvjeta, a informacijske tehnologije bile su tek jedan od njih.